# Serapionsbröderna
Serapionsbröderna var ett ryskt litterärt samfund som fanns mellan åren 1921 och 1927. Gruppen bildades som en effekt av det hårda trycket på rysk kultur efter Bolsjevikernas maktövertagande. Gruppen sade sig acceptera revolutionen, men ansåg samtidigt att poesin och litteraturen behövde utvecklas fritt. Viktiga medlemmar var till exempel Vladimir Majakovskij och Boris Pasternak.